# Klaus Borger

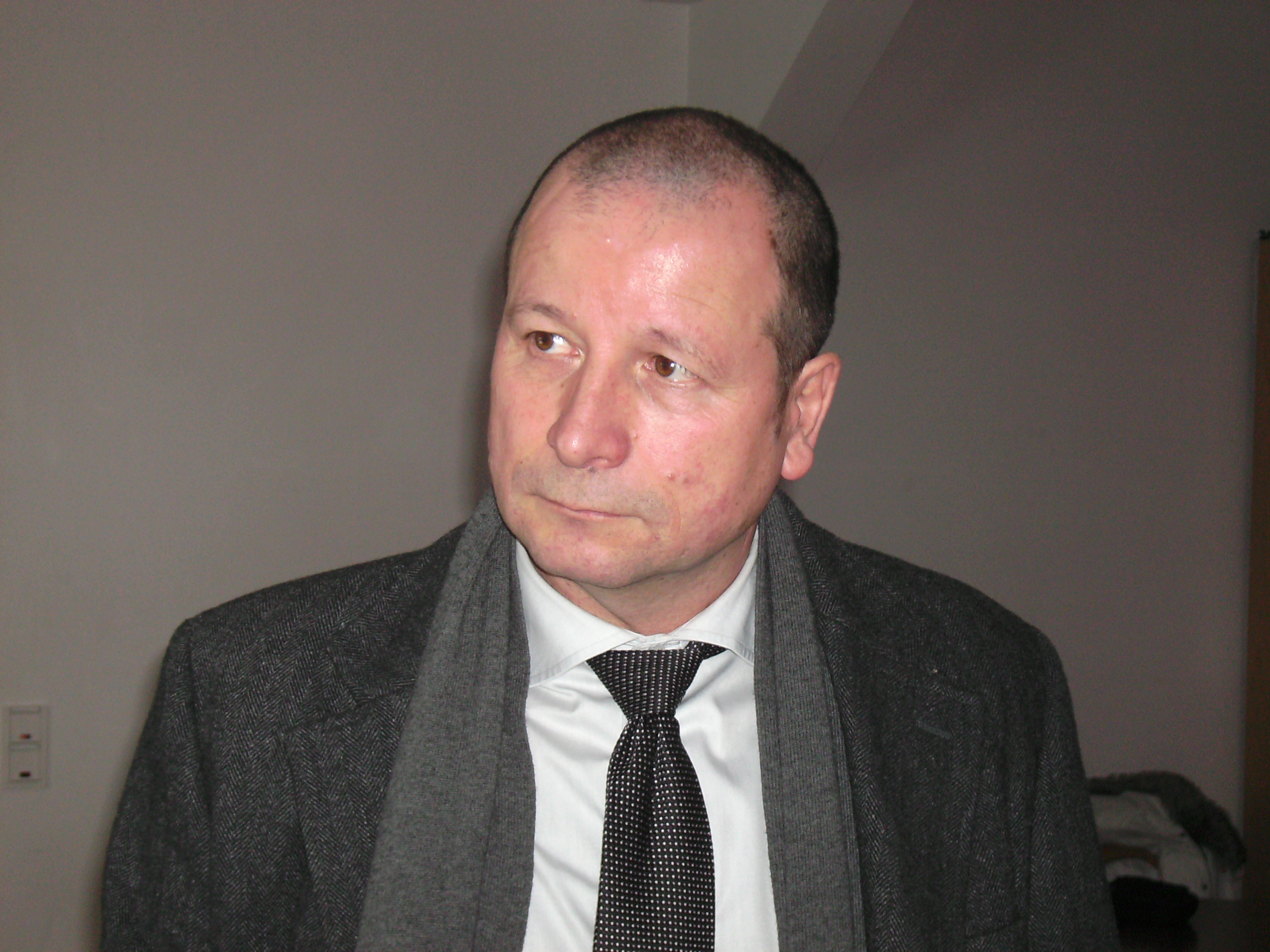
Klaus Borger (2010)

Klaus Borger (* 19. September 1958 in Wadrill) ist ein deutscher Forstmann und saarländischer Landespolitiker (ehemals Bündnis 90/Die Grünen). Von November 2009 bis Januar 2012 war er Staatssekretär im saarländischen Ministerium für Umwelt, Energie und Verkehr.

## Leben

### Ausbildung
Klaus Borger besuchte die Realschule Schloss Wittgenstein und das Gymnasium Schloss Wittgenstein, wo er 1980 sein Abitur bestand. Nach Ableistung seines Wehrdienstes machte er ein Praktikum im Bereich der Fischereibiologie. Danach begann er 1982 ein Studium der Forstwissenschaften an der Forstwissenschaftlichen Fakultät der Albert-Ludwigs-Universität Freiburg, das er 1988 mit dem Diplom als Forstwirt abschloss. In den Jahren 1985/1986 arbeitete Borger zudem im Rahmen eines „Forschungsauftrags zum Schutz wandernder Amphibien“, der vom Bundesverkehrsministerium vergeben worden war.
Klaus Borger ist verheiratet und hat zwei Kinder. Er lebt in dem Merziger Stadtteil Hilbringen.

### Beruflicher Werdegang
Von 1988 bis 1990 leistete Borger sein Forstreferendariat bei der saarländischen Landesforstverwaltung ab, das er mit der Großen Forstlichen Staatsprüfung als Assessor des Forstdienstes erfolgreich abschloss. Im Zuge einer Weiterbildung spezialisierte er sich von 1990 bis 1991 an der Universität Ljubljana in dem Bereich „Naturnahe Waldwirtschaft“. Danach war er wissenschaftlicher Mitarbeiter an der Eidgenössisch-Technischen Hochschule in Zürich. 1991 erstellte Borger ein Gutachten zur Waldpflege für die saarländische Landesregierung und war Mitarbeiter bei der Erstellung der Waldbautechnischen Rahmenrichtlinie für die Bewirtschaftung des öffentlichen Waldes im Saarland.
Ab 1991 war Borger stellvertretender Forstamtsleiter im Forstamt Homburg. Zwischenzeitlich nahm er zusätzlich die Geschäfte eines Forstamtsleiters des ehemaligen Forstamtes Merzig wahr. Danach war er in dem Referat für Waldbau der Abteilung „Forsten“ beim saarländischen Wirtschaftsministerium tätig. Von 1993 wurde Borger zum stellvertretenden Forstamtsleiter beim Forstamt Merzig-Mettlach ernannt. 1996 übernahm er die Leitung des Kreisumweltamtes des Landkreises Merzig-Wadern. Im Jahr 2008 wurde Borger zum Sachgebietsleiter Umwelt- und Regionalmanagement beim Landkreis Merzig-Wadern ernannt. Weiterhin war er bis Februar 2010 Geschäftsführer der Forstbetriebsgemeinschaft im Landkreis Merzig-Wadern.

### Politischer Werdegang
Klaus Borger bekleidet bzw. bekleidete folgende politischen Ämter:
- Stellvertretender Landesvorsitzender von Bündnis 90/Die Grünen Saarland
- Umweltpolitischer Sprecher von Bündnis 90/Die Grünen, Landesverband Saarland
- Mitglied im Landesvorstand von Bündnis 90/Die Grünen, Landesverband Saarland
- Mitglied des Kreisvorstandes von Bündnis 90/Die Grünen, Kreisverband Merzig-Wadern
- Fraktionsvorsitzender der Bündnis 90/Die Grünen-Fraktion im Stadtrat Merzig
- Im November 2009 wurde Borger als Staatssekretär im von Simone Peter geführten Ministerium für Umwelt, Energie und Verkehr in das Kabinett Peter Müller III berufen.

Während der Koalitionsverhandlungen zur bundesweit ersten Jamaika-Koalition und im späteren Koalitionsvertrag konnte die Gruppe um Klaus Borger viele Positionen des Ökologischen Jagdverbandes (ÖJV) unterbringen. Die saarländische Landtagsopposition kritisierte den Umfang, den die Themen „Jagdgesetz“ und „Naturnahe und nachhaltige Waldbewirtschaftung“ gegenüber Themen wie z. B. „die Kommunen“ im Koalitionsvertrag einnehmen. Allerdings wurden diese weitgehenden Vereinbarungen im Koalitionspapier wegen des vorzeitigen Endes der Koalition nur zu einem geringen Teil umgesetzt.
Bundesweite Aufmerksamkeit erregte Borger, als er sich in einem Leserbrief in der Fachzeitung Holz-Zentralblatt vom 29. Mai 2009 hinter den slowenischen Forstwissenschaftler Dušan Mlinšek und dessen Vergleich von Waldrodung und Massenmord stellte. Ihm wurde daraufhin vorgeworfen, er habe in seinem Leserbrief Mlinsek wörtlich nach dem Buch Waldwende (S. 68, vergriffen) von Wilhelm Bode zitiert, ohne dies als Zitat kenntlich zu machen. Im Dezember 2009 schrieben ihm darauf führende Vertreter der Holz- und Forstwirtschaft einen offenen Brief, in dem sie sich gegen die „...unzulässige Gleichstellung des Schicksals der Opfer der Bombenkriege mit dem alltäglichen, nachhaltigen und vergleichsweise banalen Vorgang der Holzernte…“ verwahrten. Zwischenzeitlich wurde er von der Umweltministerin Simone Peter (auch Grüne) gerügt. Daraufhin bedauerte Borger öffentlich eventuell aufgetretene Missverständnisse hinsichtlich seiner Aussage. Die saarländische SPD-Opposition bewertete diese Erklärung als „völlig unzureichend“.
Nach dem Scheitern der Koalitionsregierung aus CDU, FDP und den Grünen wurde Borger am 18. Januar 2012 in den vorläufigen Ruhestand versetzt.
Im Mai 2024 gab Borger seinen Austritt aus der Partei Bündnis 90/Die Grünen bekannt.

### Ehrenamtliche Tätigkeiten
- Mitglied im BUND-Saar
- Bis 2008 Mitglied im Landesvorstand des Deutschen Tierschutzbundes, Landesverband Saarland
- Bis Oktober 2009 Landesvorsitzender des Ökologischen Jagdverbandes Saar.
- Bis November 2009 Geschäftsführer der Forstbetriebsgemeinschaft im Landkreis Merzig-Wadern